# GBA2
GBA2 es el gen que codifica la enzima glucosilceramidasa no lisosómica en humanos. Tiene actividad glucosilceramidasa (EC 3.2.1.45). 

## Función
Este gen codifica una beta-glucosidasa microsomal que cataliza a hidrólisis de los 3-O-glucósidos de ácidos biliares como compuestos endógenos. Los estudios para determinar la localización subcelular de esta proteína en el hígado indicaron que la enzima se enriqueció principalmente en la fracción microsómica donde parecía estar confinada al retículo endoplásmico. Se cree que esta supuesta proteína transmembrana desempeña un papel en el transporte y el metabolismo de los carbohidratos.